# Maximiliano Biancucchi
Maximiliano Daniel Biancucchi Cuccitini (Rosario, Provincia de Santa Fe, Argentina, 15 de septiembre de 1984) es un exfutbolista paraguayo nacido en Argentina que jugaba como delantero y su último equipo fue Rubio Ñu de la Segunda División de Paraguay. Es primo del famoso futbolista Lionel Messi, y también es hermano del futbolista Emanuel Biancucchi. Es conocido por haber ganado un sueldo jugoso de 25.000 dólares en el Club Olimpia de Paraguay

## Trayectoria
Se inició en la escuela de fútbol de Tiro Suizo de su Rosario natal. De allí pasó al San Lorenzo de Almagro, para poco después ir transferido al Libertad de Paraguay, país en donde tendría la oportunidad de forjarse como jugador profesional.
En este club comenzó jugando en las divisiones inferiores hasta debutar en Primera División en 2004. Más tarde pasó a integrar diferentes equipos paraguayos como el General Caballero Sport Club, Tacuary (donde no tuvo mucha participación en el cuadro titular), y Fernando de la Mora, para todos que sí jugó casi todos los partidos logrando anotar varios goles esa temporada.
Esto le dio pie para fichar por el Sportivo Luqueño, club con el que realizaría una excelente temporada al consolidarse como una de sus figuras del equipo, anotando varios goles para ayudar a su equipo a conquistar el título de campeón del Torneo Apertura 2007 (Paraguay).
Dicho campeonato le abrió las puertas para emigrar a Brasil para incorporarse al Flamengo en donde militó durante dos temporadas, período en el que se adjudicó tres títulos. En enero de 2010 se unió a las filas del Cruz Azul de México. En el 2011 jugó por el Club Olimpia de Paraguay, en donde fue determinante para la obtención del Torneo Clausura 2011 (Paraguay).
En el 2014 desciende junto al Bahía. Luego de 2 años queda libre en mediados del 2016 y ficha por el Club Olimpia de Paraguay para disputar el Torneo Clausura 2016 (Paraguay). El jugador no fue tenido muy en cuenta por lo que terminó su vínculo el 5 de enero de 2017. Al día siguiente arregló su vínculo con Ceará de Brasil para disputar el de la Campeonato Brasileño de Serie B en la temporada 2017. Tras no tener lugar en el equipo el 19 de mayo del 2017 rescinde su vínculo con Ceará.
El 20 de julio del 2017 acordó su vinculación por una temporada con el Rubio Ñu de Paraguay.

## Clubes
| Club                         | País     | Año         | Partidos | Goles |
| ---------------------------- | -------- | ----------- | -------- | ----- |
| Club Libertad                | Paraguay | 2003        | 2        | 3     |
| General Caballero Sport Club | Paraguay | 2004        | 14       | 2     |
| Tacuary                      | Paraguay | 2005        | 1        | 45    |
| Club Fernando de la Mora     | Paraguay | 2006        | 16       | 6     |
| Sportivo Luqueño             | Paraguay | 2007        | 19       | 8     |
| Flamengo                     | Brasil   | 2007-2009   | 69       | 7     |
| Cruz Azul                    | México   | 2010        | 32       | 3     |
| Club Olimpia                 | Paraguay | 2011-2012   | 72       | 99    |
| Vitória                      | Brasil   | 2013        | 42       | 17    |
| Bahia                        | Brasil   | 2014 - 2016 | 91       | 19    |
| Club Olimpia                 | Paraguay | 2016        | 4        | 100   |
| Ceará                        | Brasil   | 2017        | 3        | 0     |
| Rubio Ñu                     | Paraguay | 2017        | 23       | 56    |

## Palmarés
| Título                 | Club             | País     | Año  |
| ---------------------- | ---------------- | -------- | ---- |
| Torneo Apertura        | Sportivo Luqueño | Paraguay | 2007 |
| Campeonato Carioca     | Flamengo         | Brasil   | 2008 |
| Campeonato Carioca     | Flamengo         | Brasil   | 2009 |
| Campeonato Brasileirao | Flamengo         | Brasil   | 2009 |
| Torneo Clausura        | Club Olimpia     | Paraguay | 2011 |
| Campeonato Baiano      | Vitoria          | Brasil   | 2013 |
| Campeonato Baiano      | Bahia            | Brasil   | 2014 |
| Campeonato Baiano      | Bahia            | Brasil   | 2015 |
| Campeonato Cearense    | Ceará            | Brasil   | 2017 |